# پسنجر (گروه موسیقی بریتانیایی)
پسنجر گروه موسیقی بریتانیایی سبک فولک راک است که در سال ۲۰۰۳ تا ۲۰۰۷ به خوانندگی مایک روزنبرگ تشکیل شده بود.

## فعالیتسولومایک روزنبرگ

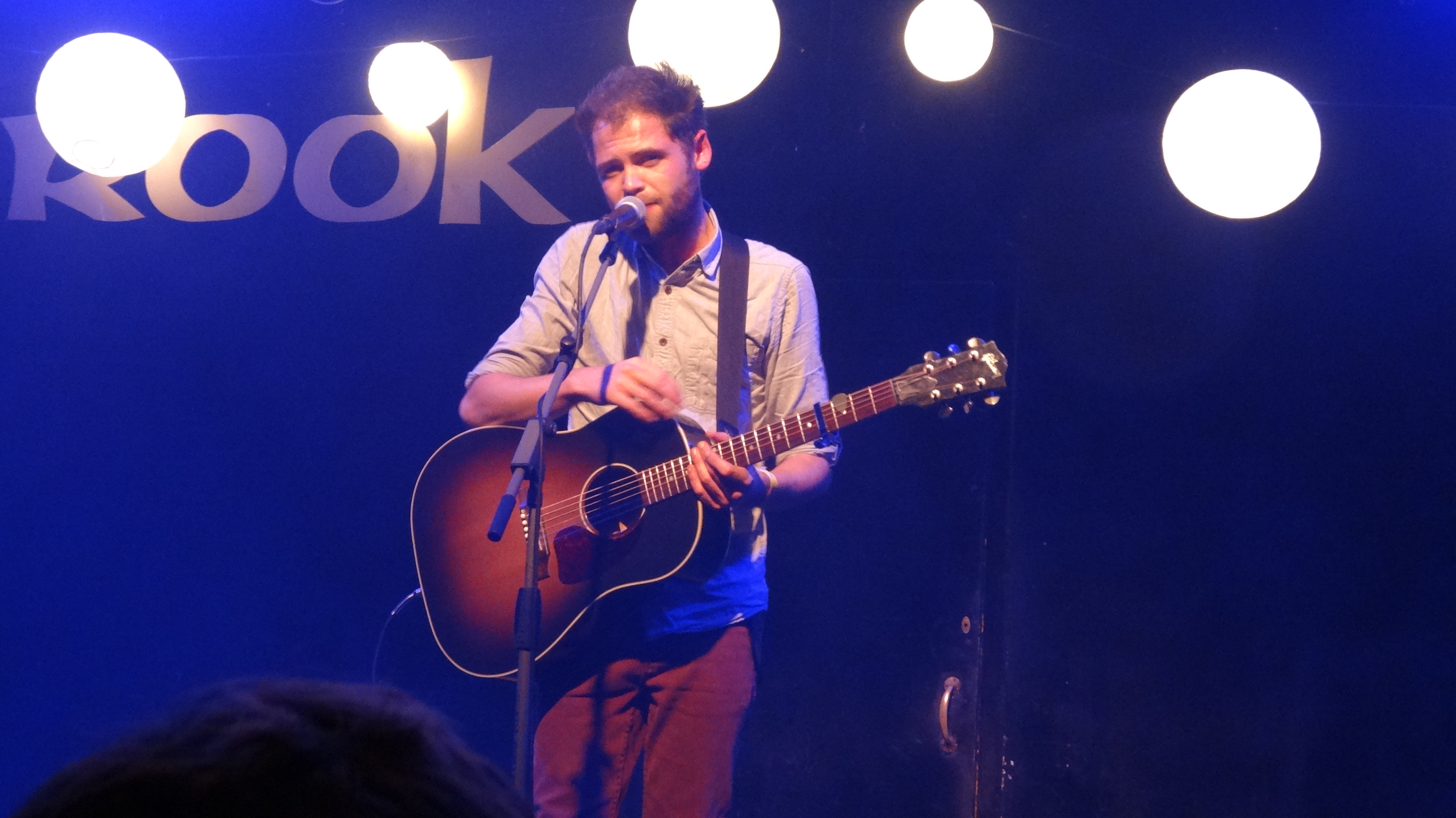
مایک روزنبرگ در ساوت هامپتون در سال ۲۰۰۳

مایک روزنبرگ بعد از جدایی گروه، از نام پسنجر به  عنوان لقب استفاده کرد و در سال ۲۰۰۹ آلبوم Wide Eyes Blind Love و ۲۰۱۰ آلبوم Flight of the Crow  و ۲۰۱۲ آلبوم All the Little Lights منتشر کرد.